# Томас Главинич
Томас Главинич (на немски: Thomas Glavinic) е австрийски писател и журналист, автор на романи, есета, разкази, радиопиеси и репортажи.

## Биография
Томас Главинич е роден през 1972 г. в Грац. Баща му е босненец и работи като шьофьор на такси. След раздялата на родителите Главинич израства при майка си в Грац.
Още като ученик има твърдото желание да стане писател, но не среща родителско разбиране. След като полага матура, работи като автор на рекламни текстове, взима интервюта за институти по изучаване на общественото мнение, издържа се като таксиметров шофьор, застрахователен агент и журналист. През 1989 г.пише за щирийски регионални вестници и през 1991 г. прави опит да следва германистика, но не намира за себе си полза от обучението.
Смяната на различни професии го формира като личност и понеже Главинич не се преценява като голям писател, разбира литературата по-малко като изкуство и повече като занаят.
След 1991 г. Главинич пише романи, есета, разкази, радиопиеси и репортажи. От 1995 г. е писател на свободна практика.
Книгите си пише на механична пишеща машина, понеже смята, че така мисли по-точно, обимисля всяко изречение по няколко пъти, преди да го запише, докато с компютъра работата върви прекалено леко и бързо.
Централни мотиви в творчеството на Главинич са страхът, насилието, самотата и екзистенциалната несигурност.
Произведения на Главинич са преведени на 18 езика, включиително английски, френски, унгарски и нидерландски.

## Награди и отличия
- 1995: Wiener Autorenstipendium
- 2001: Projektstipendium des Österreichischen Bundeskanzleramts
- 2002: Elias-Canetti-Stipendium der Stadt Wien
- 2002: Österreichisches Staatsstipendium für Literatur
- 2002: Friedrich-Glauser-Preis für Der Kameramörder
- 2006: „Австрийска държавна награда за литература“
- 2007: „Немска награда за книга“ (финалист) mit Das bin doch ich
- 2007: „Вецларска награда за фантастика“ für Die Arbeit der Nacht
- 2010: „Литературна награда на Културното сдружение на немската икономика“
- 2012: Poetik-Professur an der Universität Bamberg
- 2014: Sepp-Schellhorn-Stipendium